# Javier Rojo Gómez
Javier Rojo Gómez (Bondojito, Hidalgo; 28 de junio de 1896 - Ciudad de México, 31 de diciembre de 1970) fue un abogado y político mexicano, miembro del Partido Revolucionario Institucional. Ocupó numerosos cargos políticos entre ellos, el de Jefe del Departamento del Distrito Federal, Gobernador de su estado natal y del entonces Territorio de Quintana Roo.

## Biografía
En Huichapan estudió la primaria. Años después se trasladó a la Ciudad de México para cursar estudios de Derecho.
Inició la carrera política en su Estado natal, donde ocupa el primer cargo de elección popular como miembro de la diputación local. Después, representa a su entidad en calidad de diputado federal, en la XXXII Legislatura. Fue, sucesivamente: senador de la República, juez de Distrito, gobernador del Estado de Hidalgo, jefe del Departamento del Distrito Federal, embajador en Japón, secretario general de la Confederación Nacional Campesina y, por último, gobernador del Territorio de Quintana Roo.
Tanto en Hidalgo como en el Distrito Federal, y posteriormente en Quintana Roo, su labor gubernamental se caracteriza por su preocupación por la educación pública, habiendo fomentado la construcción de escuelas y bibliotecas populares. Fue nombrado gobernador de Quintana Roo en 1967 por el presidente Gustavo Díaz Ordaz y ratificado en el cargo por Luis Echeverría Álvarez al llegar éste a la Presidencia. El 31 de diciembre de 1970, siendo gobernador del Territorio, falleció en la Ciudad de México. 
En el estado de Hidalgo fue uno de los fundadores de un importante grupo político vinculado a su familia de la cual han surgido como gobernadores su hijo Jorge Rojo y además José Lugo Guerrero, Bartolomé Vargas Lugo, Adolfo Lugo Verduzco, María del Refugio Rojo Hernandez , Humberto Lugo Gil.